# Santuari de la Mare de Déu de Fucimanya
El Santuari de la Mare de Déu de Fucimanya (Fussimanya en versió antiga), és una església d'estil romànic del segle xii situada al municipi de Sallent (Bages). És un monument protegit i inventariat dins el Patrimoni Arquitectònic Català.
La tradició i la pietat popular han convertit algunes de les antigues ermites en santuaris de devoció comarcana i han fet que els seus orígens s'aureolessin amb llegendes de trobaments fantàstics o simplement piadosos. Això és el que va passar amb Santa Maria de Fucimanya, situada en un replec de muntanya, sobre una gran fondalada o faucis magna que li ha donat el nom.

## Localització i accés
Es troba aquest santuari a l'extrem de llevant del terme de Sallent, dintre l'antiga parròquia de Sant Martí de Serraïma -refosa més tard amb Sant Pere de Serraïma i ara pràcticament amb Sallent- i no lluny dels municipis i parròquies d'Artés i d'Avinyó, que són, amb Sallent els seus devots més fidels. L'accés més planer i més bo el té per Sallent i Sant Martí, per bé que també hi munta un bon camí des d'Artés i altres corriols de muntanya.

## Descripció
Aquest santuari ha estat estudiat per Mn. Fortià Solà, però avui gràcies a la troballa de nous documents, es pot anar enrere un parell de centúries en la seva història. El lloc de Fucimanya és conegut des del 1193 i la capella de Santa Maria hi consta com existent de molt temps abans del 1212. Es trobava al centre d'una gran propietat autònoma o quadra civil que el 1214 fou comprada pel monestir berguedà de Sant Pere de la Portella, fent notar que pertanyia a la parròquia de Sant Martí de Serraïma. Integraven la quadra civil sis masos i terres d'altres quatre, entre els quals hi havia el mas Roques Albes, reconstruït el segle xvi prop de la capella de Fucimanya.
El 1309 es va fallar un plet entre l'abat de la Portella i el rector de Sant Martí, amb el qual es reconeixia a l'abat el domini i patronat de la capella de Santa Maria, que el 1342 rebia una butlla d'indulgències, senyal evident que ja era un centre de pietat notable.
Les mostres de pietat i devoció augmentaren els anys següents i obligaren, el 1679 i en campanyes posteriors, a renovar i ampliar la capella, fins a no deixar-li cap rastre de l'obra primitiva. La llegenda pretén que la Imatge, que és una icona de talla del principi del segle xvi o finals del XV, fou trobada per un bou i una pastoreta en una balma prop del torrent Salat, que discorre pel fons de la fossa magna.
L'amor i devoció dels veïns ha tingut sempre ben ornat i agençat aquest petit santuari que comptà com a insigne devot el sallentí Sant Antoni Maria Claret i Clarà, i que és objecte de la predilecció dels fidels d'un bon sector del Pla de Bages.

## Galeria d'imatges

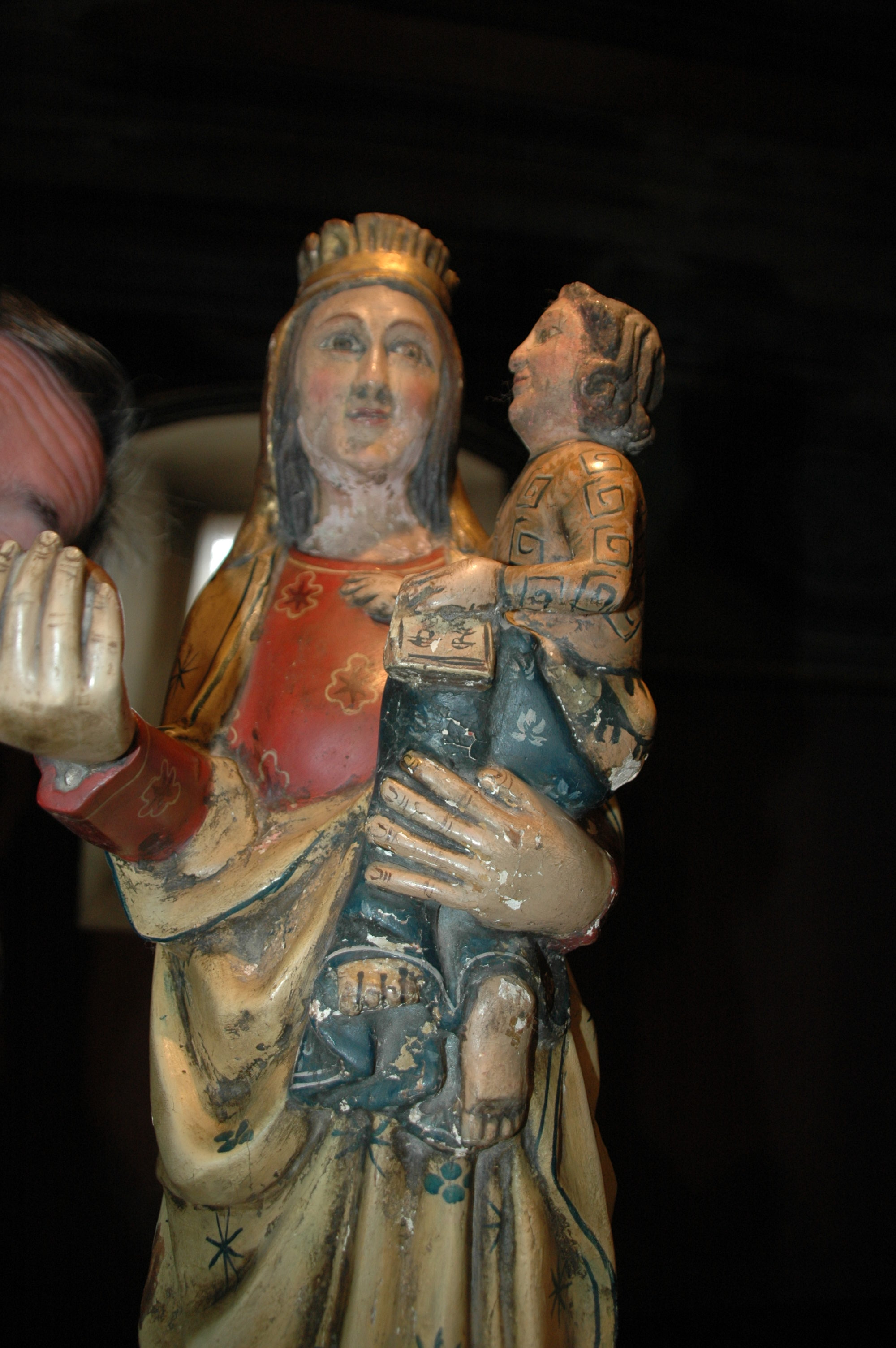
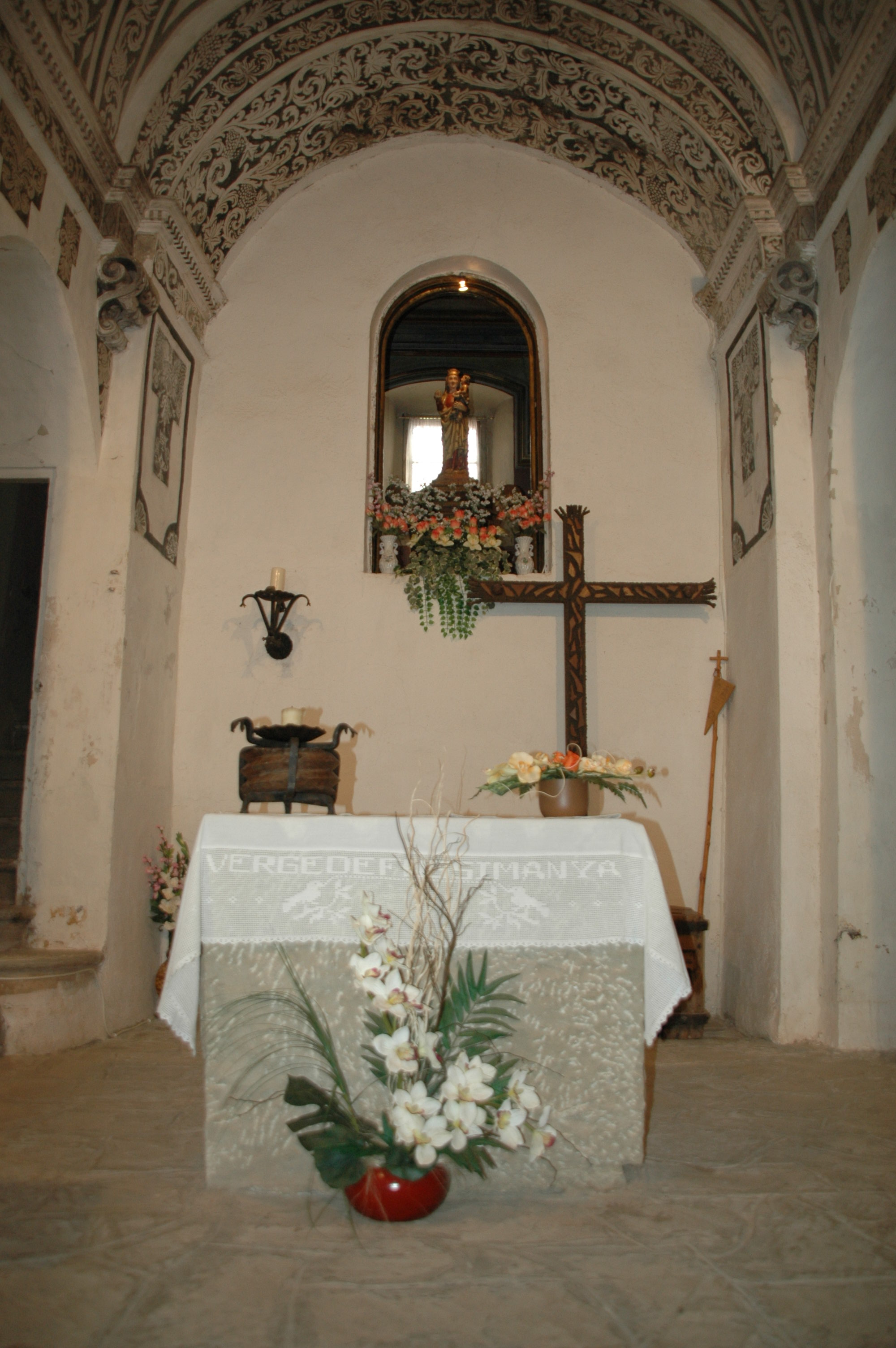
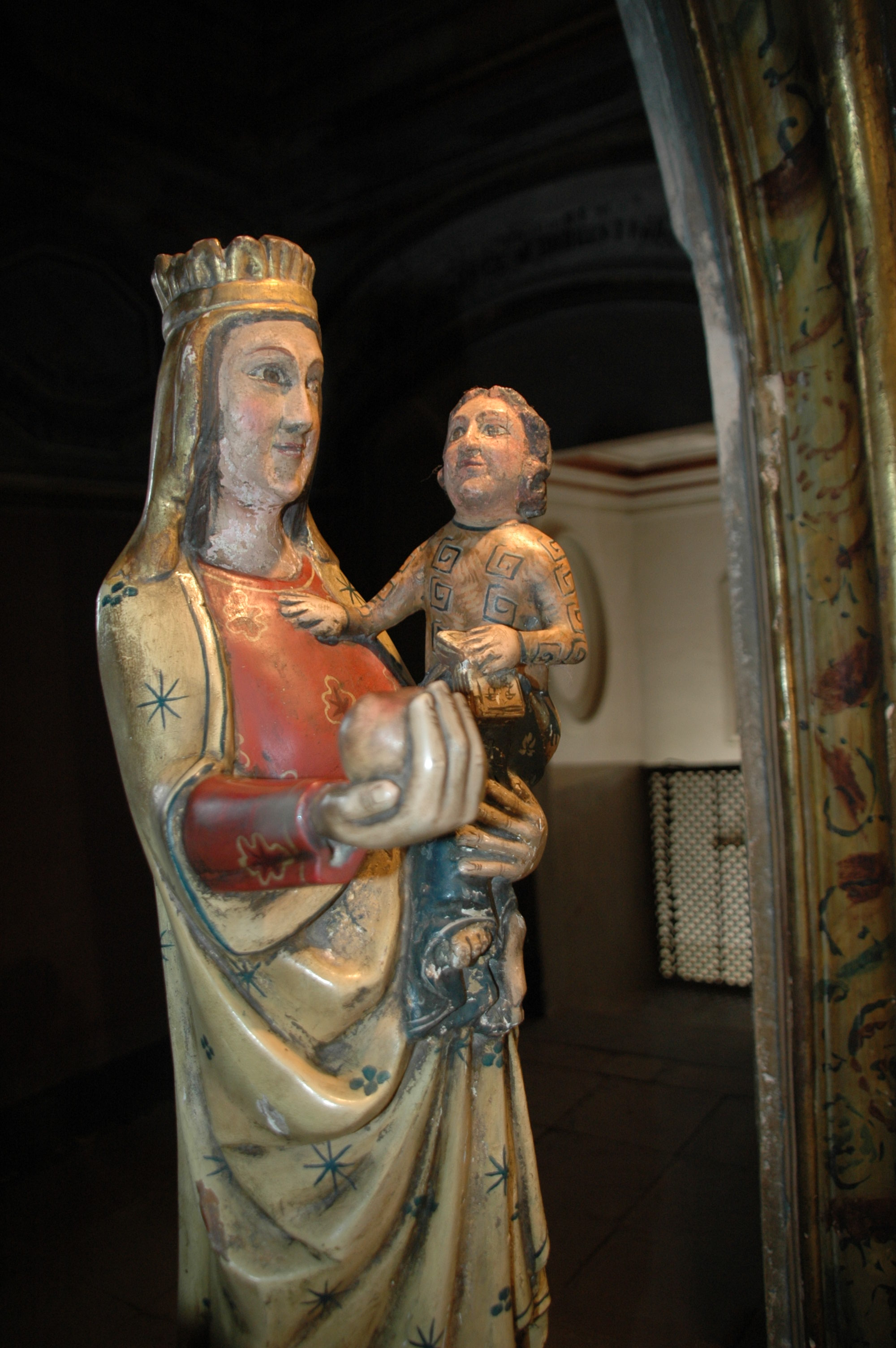
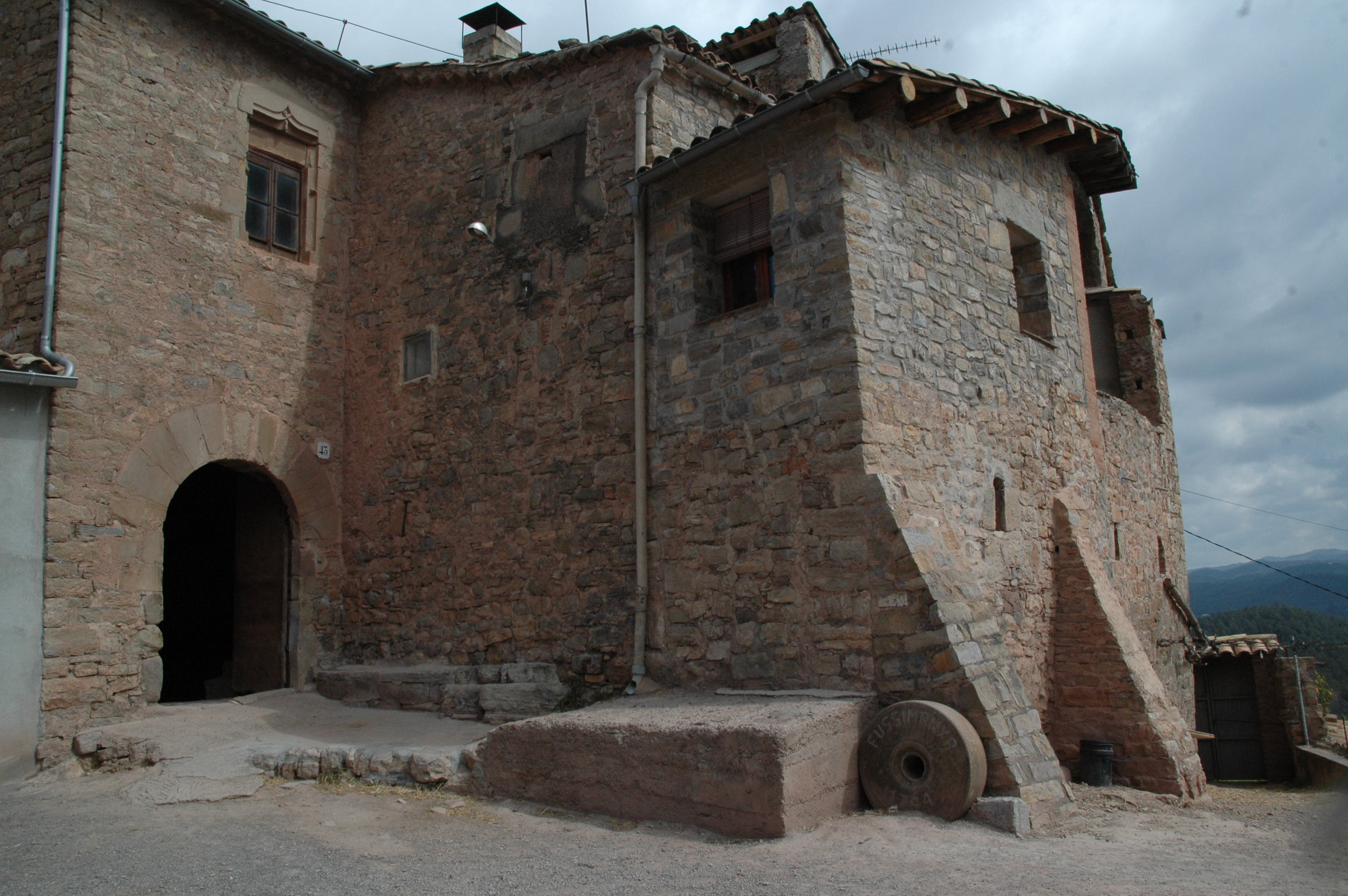